# 7.5 cm PaK 39
7.5 cm Pak 39 (L/48) (7,5 cm Panzerabwehrkanone 39)は、ドイツ国防軍が第二次世界大戦中に使用した、口径7.5 cmの対戦車砲である。

## 概要
PaK 39は、半自動式の薬室閉鎖機構に電気発火装置をそなえた口径長48口径の車両搭載カノン砲である。IV号駆逐戦車や軽駆逐戦車ヘッツァーなどに用いられた。
弾薬には、IV号戦車に搭載された7.5 cm KwK 40、III号突撃砲に搭載された7.5 cm StuK 40と共用の、75×495 mmの弾薬を使用した。
1943年から、ウンターリュースにあるラインメタル社と、バート・クロイツナッハにあるザイツ製作所株式会社で製造された。主用弾薬は徹甲弾39(APCBC・被帽徹甲弾)と、榴弾37（HE・榴弾）、榴弾39 HL（HEAT・成形炸薬弾）である。

## スペック
- 制式名称: 7.5 cm 対戦車砲 39 (L/48)
- 形式: 対戦車砲
- 口径: 75 mm
- 砲身長: 48 口径 (3,615 mm)
- 砲口初速: 750 m/s (徹甲榴弾39)
- 重量: 1235 kg
- 砲身命数: 5,000~7,000 発
- 弾薬全長: 495 mm
- 主用弾薬:
  - 徹甲弾39 (Pzgr.Patr. 39)
  - 榴弾37 (Sprgr. Patr. 37)
  - 榴弾39 HL (Gr. Patr. 39 HL)

## 威力
＊水平面から60度傾けて設置された装甲板に対する貫通性能
- 500 m： 91 mm
- 1,000 m： 82 mm